# Борисовка (Еманжелинский район)
Бори́совка — посёлок в Еманжелинском районе Челябинской области. Входит в состав Еманжелинского городского поселения.

## География
Ближайшие населённые пункты: Еманжелинск и посёлок Кленовка.

## Население
| 2002 | 2010 |
| ---- | ---- |
| 637  | ↗709 |

По данным Всероссийской переписи, в 2010 году численность населения посёлка составляла 709 человек (316 мужчин и 393 женщины).

## Улицы
Уличная сеть посёлка состоит из 9 улиц и 4 переулков.